# Camillo Agrippa

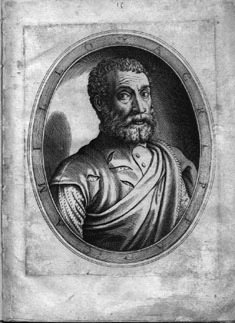
Camillo Agrippa

Camillo Agrippa (* vor 1535; † um 1598) war ein  Architekt, Ingenieur und Mathematiker der Renaissance.

Er stammte aus Mailand und kam nach eigenen Angaben 1535 nach Rom. Zu dieser Zeit suchten Antonio da Sangallo der Jüngere und Michelangelo einen Weg, den Obelisk zu transportieren. Agrippa hatte über dreißig Jahre darüber nachgedacht und 1583 eine Abhandlung mit seinem Lösungsvorschlag veröffentlicht.
1553 veröffentlichte er sein Fechtbuch Trattato di scientia d’arme, con un dialogo di filosofia. Nachdem bisher der Schwerpunkt der Kampfweise auf dem Hieb gelegen hatte, konzentrierte er sich auf den Stich. Aus dieser neuen Technik entwickelte sich das Rapier, und bereits 1560 bemerkte Michel de Montaigne, dass Italien die Fechtakademie Europas sei. 1568 und 1604 wurde die Schrift in Venedig nachgedruckt.
1574 forderte Papst Gregor XIII. die Architekten und Ingenieure auf, Vorschläge für den Transport und die Errichtung des Obelisk (Guglia = Nadel) auf dem Petersplatz einzureichen. Dieser wurde 1586 von Domenico Fontana errichtet.
Zwischen 1553 und 1595 veröffentlichte er sechs Schriften.

## Werke

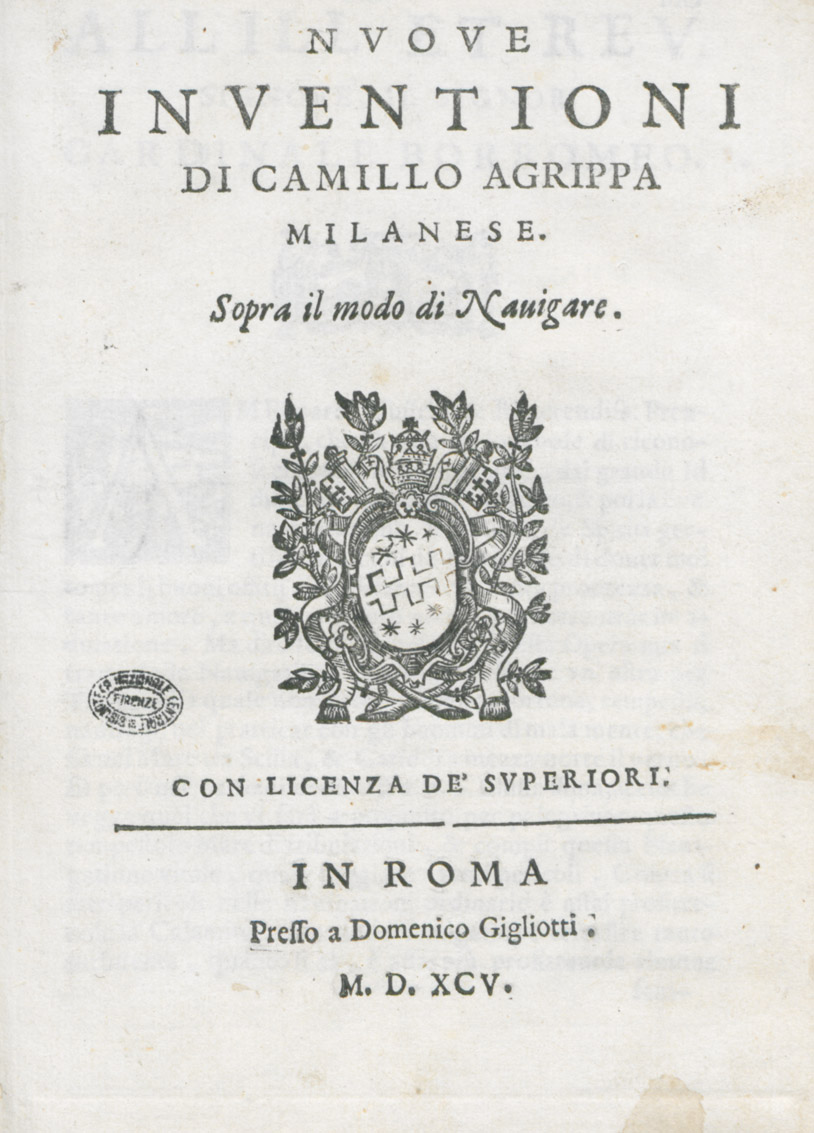
Nuove inventioni sopra il modo di navigare, 1595

- Trattato di Camillo Agrippa Milanese di trasportar la guglia in su la piazza di San Pietro; Rom, Francesco Zanetti, 1583
- Dialogo di Camillo Agrippa sopra la generatione de venti, baleni, tuoni, fulgori, fiumi, laghi, valli, et montagne; Rom, 1584 (Volltext auf Wikisource)
- Nvove inventioni di Camillo Agrippa Milanese sopra il modo di navigare, Rom 1595